# Tal Rabin

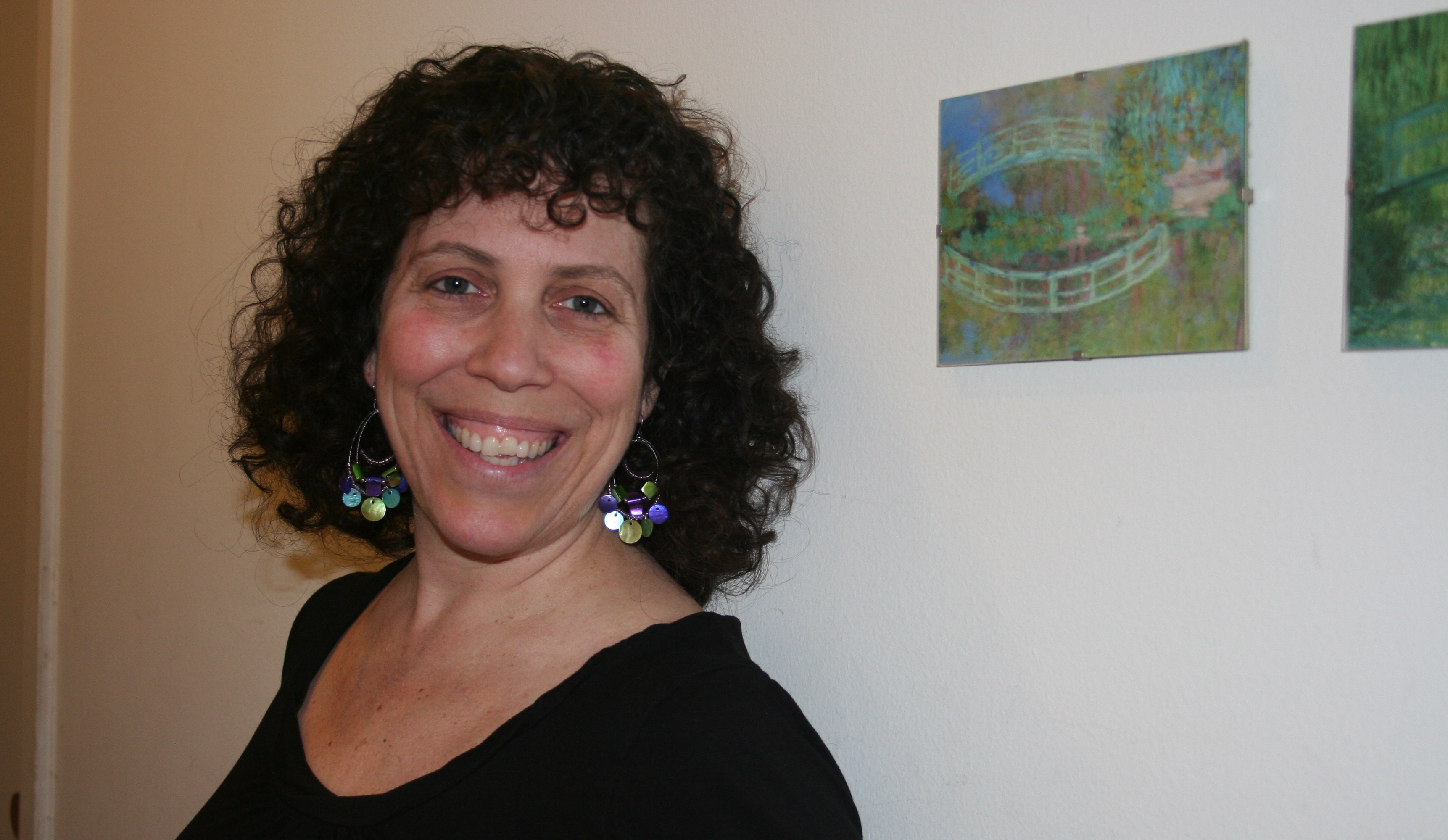
Tal Rabin

Tal Rabin (* 1962 in Newton (Massachusetts)) ist eine US-amerikanische Informatikerin und Hochschullehrerin. Sie ist Professorin für Informatik an der University of Pennsylvania und Beraterin der Algorand Foundation.

## Leben und Werk
Rabin studierte ab 1983 Informatik an der Hebräischen Universität Jerusalem, wo sie 1986 einen Bachelor of Science und 1988 einen Master of Science erwarb. Sie promovierte dort 1995 bei Michael Ben-Or mit der Dissertation: Optimal secrecy and resilience for asynchronous distributed computations.
Sie forschte von 1994 bis 1996 als Postdoctoral Fellow am MIT Laboratory for Computer Science und ab 1996 bei IBM Research in der Kryptographie-Gruppe, die sie von 1997 bis 2019 leitete. Anschließend wurde sie 2019 Leiterin der Forschung der Algorand Foundation und 2020 wurde sie als Professorin für Computer- und Informationswissenschaften an die University of Pennsylvania berufen.
Sie war Programm- und Generalvorsitzende der führenden Kryptographie-Konferenzen und Herausgeberin des Journal of Cryptology. Im Jahr 2014 startete Rabin den alle zwei Jahre stattfindenden Women in Theory Workshop für Frauen, die sich mit der Theorie der Informatik befassen. Sie ist Vorsitzende des Vorstands von SIGACT, war Ratsmitglied des Computing Community Consortium und ist Mitglied des Mitgliedschaftsausschusses der AWM (Association of Women in Mathematics).
Rabins Forschung konzentriert sich auf Kryptographie und insbesondere auf sichere Mehrparteien-Berechnungen, Schwellenwertkryptographie und proaktive Sicherheit und auf die Anpassung dieser Technologien an die Blockchain-Umgebung. Rabin hat mehr als 100 wissenschaftliche Artikel veröffentlicht, darunter einen mit ihrem Vater, dem Turing-Award-Preisträger und Informatiker Michael O. Rabin.
Im Februar 2022 betrug ihr h-Index 48.

## Auszeichnungen (Auswahl)
- 2014: Eine der 22 mächtigsten Ingenieurinnen der Welt bei Business Insider[7]
- 2014: Woman of Vision for Innovation, Anita Borg Institut
- 2015:  Fellow der International Association for Cryptologic Research (IACR)
- 2016: Fellow der American Academy of Arts and Sciences (AAAS)[8]
- 2017: ACM-Stipendiat
- 2018: Eine von Amerikas Top 50 Women In Tech bei Forbes
- 2019: RSA Award for Excellence in Mathematics
- 2021: STOC Test of Time Award von ACM[9]

## Veröffentlichungen (Auswahl)
- mit Shai Halevi: Theory of Cryptography.  Springer, 2006, ISBN 978-3-540-32731-8.
- Advances in Cryptology -- CRYPTO 2010: 30th Annual Cryptology Conference, Santa Barbara, CA, USA, August 15-19, 2010, Proceedings - Lecture Notes in Computer Science 6223, Springer, 2020, ISBN 978-3-642-14622-0.
- mit Fabrice Benhamouda, Akshay Degwekar, Yuval Ishai: On the Local Leakage Resilience of Linear Secret Sharing Schemes. Journal of Cryptology 34, 2021.